# Karl von der Goltz
Pour les articles homonymes, voir Goltz.
Karl Friedrich Wilhelm baron von der Goltz (né le 10 octobre 1798 à Königsberg et mort le 26 mars 1878 à Berlin) est un général de cavalerie prussien.

## Biographie

### Origine
Karl est le fils du major prussien Hans von der Goltz (1767-1861) et de son épouse Caroline, née Szenska (1770-1833). Il a cinq autres frères et sœurs.

### Carrière militaire
Goltz rejoint le 21 août 1815 le 1er régiment de dragons (de) de l'armée prussienne. À la mi-août 1818, il est promu sous-lieutenant et transféré au 3e régiment de cuirassiers et affecté à l'escadron d'entraînement pour deux ans à compter de fin août 1822. À la fin du mois de mars 1837, Goltz est promu capitaine et commandant d'escadron. En mars 1848, il est promu major et officier d'état-major permanent et le 9 octobre 1849, il est chargé de s'occuper des affaires en tant que directeur de l'école d'équitation militaire de Schwedt-sur-Oder. Il est nommé directeur le 5 février 1850. Du début décembre 1850 au début février 1851, Goltz est le chef du 7e régiment de cavalerie de Landwehr. Le 31 janvier 1853, il est nommé commandant du 2e régiment d'uhlans de la Garde et, à ce poste, il est promu colonel à la mi-juillet 1855. Goltz reçoit le commandement le 4 avril 1857 du 3e brigade de cavalerie à Stettin, devient général de division fin novembre 1858 et commande la 2e division de cavalerie en 1859 lors de la mobilisation à l'occasion de la guerre de Sardaigne. Fin mai 1860, il est affecté aux manœuvres de l'armée suédoise en tant qu'observateur. Après que Goltz ait été initialement chargé de diriger la division de cavalerie de la Garde le 16 septembre 1862, il est nommé commandant de cette grande unité le 24 janvier 1863 et promu lieutenant général. À ce poste, il reçoit l'ordre de Sainte-Anne de 1re classe, à la mi-juin 1864 et, à l'occasion de son 50e anniversaire de service, l'ordre de l'Aigle rouge, 1re classe avec feuilles de chêne, en août 1865. Le 8 mars 1866, Goltz reçoit une pension.
Pendant la mobilisation à l'occasion de la guerre austro-prussienne, Goltz est réaffecté en 1866 et nommé général commandant du commandement général adjoint du 1er corps d'armée. Le 3 janvier 1867, il reçoit le grade de général de cavalerie. Goltz est chevalier légal de l'ordre de Saint-Jean et après sa mort, il est enterré le 30 mars 1878 au cimetière des Invalides de Berlin.

### Famille
Goltz se marie avec Julie Krüger (1805-1884), divorcée Fiedler, le 22 décembre 1827. Elle est la fille du juge Krüger. Le mariage est resté sans enfant.